# Diego Ignacio Paz
Diego Ignacio Paz (n. 10 de agosto de 1992) es un jugador argentino de hockey sobre césped. Se desempeña de volante en el Club Ciudad de Buenos Aires ("Muni")  y aunque fue convocado por la Selección masculina de hockey sobre césped de Argentina cabe remarcar que aunque no es habitual titular, pero se lo ve como un proyecto a futuro.